# テンプル騎士団

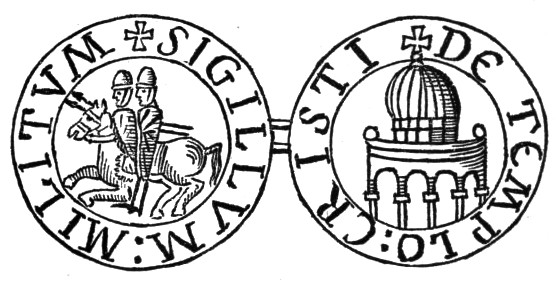
テンプル騎士団の紋章
一頭の馬に跨る二人の騎士は、清貧の精神及び騎士にして修道士という二重性を表現している。

テンプル騎士団（テンプルきしだん）は、中世ヨーロッパで活躍した騎士修道会。正式名称は「キリストとソロモン神殿の貧しき戦友たち（羅: Pauperes commilitones Christi Templique Solomonici）」であり、日本語では「神殿騎士団」や「聖堂騎士団」などとも呼ばれる。
十字軍活動以降、いくつかの騎士修道会（構成員たちが武器を持って戦闘にも従事するタイプの修道会）が誕生したが、テンプル騎士団はその中でももっとも有名なものである。創設は第1回十字軍の終了後の1119年であり、ヨーロッパ人によって確保されたエルサレムへの巡礼に向かう人々を保護するために設立された。

## 概要
テンプル騎士団は、構成員が修道士であると同時に戦士であり、設立の趣旨でもある第1次十字軍が得た「聖地エルサレムの防衛」に主要な役割を果たした。
特筆すべき点として、騎士団が保有する資産（構成員が所属前に保有していた不動産や各国の王族や有力貴族からの寄進された土地など）の殆どを換金し、その管理のために財務システムを発達させ、後に発生するメディチ家などによる国際銀行の構築に先立ち、独自の国際的財務管理システムを所有していたとされる事が挙げられる。
ヨーロッパ全域に広がったテンプル騎士団は、聖地がイスラム教徒の手に奪い返されて本来の目的を失った後も活動し続けたが、1300年代初頭にフランス王フィリップ4世の策略によって壊滅状態となり、1312年の教皇庁による異端裁判で正式に解体された。

## 組織構造

テンプル騎士団の旗

テンプル騎士団は正統な修道会であったため、会憲と会則を保持していた。会の発足時には改革シトー会の創立者で当時の欧州キリスト教界で強い影響力を持っていたクレルヴォーのベルナルドゥスの支援を受け、ベルナルドゥス自身が会憲の執筆を行ったことで知られる。テンプル騎士団は各国に管区長（マスター）とよばれる地区責任者がおり、騎士団全体を統括するのが総長（グランド・マスター）であった。総長の任期は終身で、東方における軍事活動と西方における会の資産管理のどちらにも責任を負っていた。
テンプル騎士団は以下の4つのグループから構成されていた。
- 騎士 - 重装備、貴族出身
- 従士 - 軽装備、平民出身
- 修道士 - 資産管理
- 司祭 - 霊的指導

通常、1人の騎士には10人ほどの従士がついていた。 さらに一部の修道士は資産管理業務を専門としていた。テンプル騎士団は十字軍従軍者の資産を預かる業務も行っていたが、あくまで主目的は戦闘にあった。
テンプル騎士団は入会者や各地の信徒から寄進を受けることで資産を増やしたが、その資産を用いて聖地や中東地域に多くの要塞を配置し、武装した騎士を常駐させた。テンプル騎士団のユニフォームは白い長衣の上に赤い十字架のマークをつけたもので、テンプル騎士団を描いた絵でもよく見られる。
騎士団の入会儀式では、入会への意志の固さが問われ、秘密儀式が行われていた。入会式の全容が秘密とされたことが後に騎士団を異端として告発するにあたって利用された。しかし秘密儀式といっても、実際には通常の騎士団のような誓いや、修道会のような清貧・貞潔・従順の誓いを立てていたにすぎなかった。上級騎士たちは決して降伏しないことを誓い、戦死こそが天国の保障であると考えていたとされる。このような戦士としての士気の高さ、熱心に行われた鍛錬と十分な装備などがあいまって中世最強の騎士団と呼ばれるほどになった。

## 歴史

### 創設と初期の活動

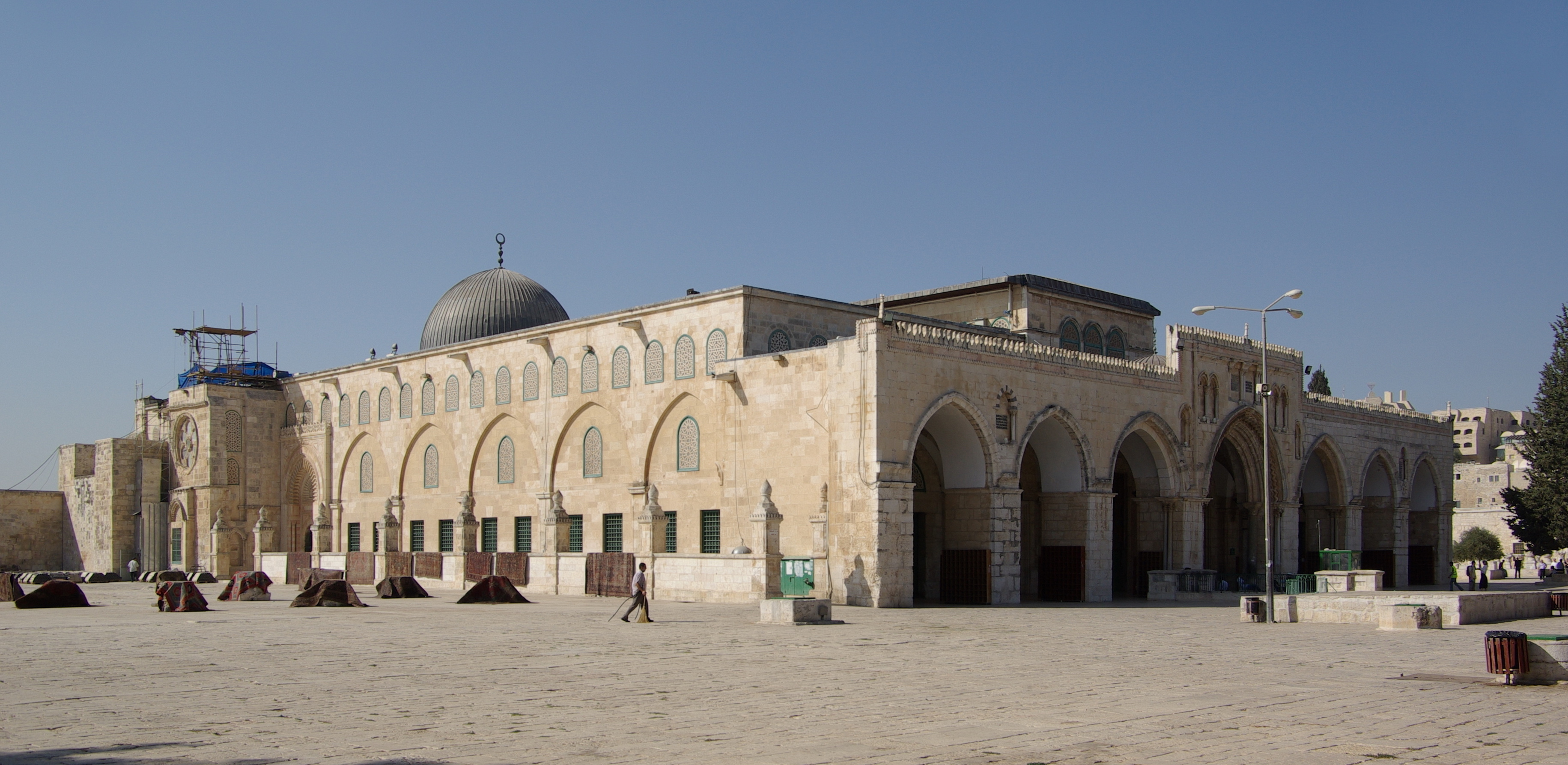
アル＝アクサー・モスク
テンプル騎士団初期の本部、エルサレムの神殿の丘にある。元の神殿の遺構の上にたてられたため、十字軍はその神殿を「ソロモン王のエルサレム神殿」と呼んだ。「テンプル騎士団」の名はこの「神殿（temple）」から取られた

テンプル騎士団の歴史は第1回十字軍の成功にさかのぼる。第1回十字軍は聖地の占領に成功したものの、十字軍参加者の殆どは聖地奪還に満足して帰国してしまい、中東地域に残されたキリスト教勢力（十字軍国家）は慢性的な兵力不足に直面した。この事に憂慮して聖地の守護を唱えたフランスの貴族、ユーグ・ド・パイヤンのもとに9人の騎士たちが集まり、聖地への巡礼者を保護するという目的で活動を開始し、すでに活動していた聖ヨハネ騎士団修道会の例にならって聖アウグスチノ修道会の会則を守って生活するという誓いを立てた。エルサレム王国のボードゥアン2世は彼らの宿舎の用地として神殿の丘を与えた。神殿の丘にはもともとソロモン王のつくったエルサレム神殿があったという伝承があった。このことから会の名称「テンプル騎士団」が生まれることになる。
ユーグ･ド･パイヤンは、自分たちのグループもヨハネ騎士団のような騎士修道会として認可されたいと願い、当時の宗教界の大物であったクレルヴォーのベルナルドゥスに会則の作成と教皇庁へのとりなしを依頼した。ベルナルドゥスの尽力の甲斐あって1128年1月13日、フランスのトロアで行われた教会会議において、教皇ホノリウス2世はテンプル騎士団を騎士修道会として認可した。当時のヨーロッパ貴族の間では聖地維持のためになんらかの貢献をしたいという意見が多かったため、テンプル騎士団はフランス王をはじめ多くの王侯貴族の寄進を得て入会者も増えた。1139年に教皇インノケンティウス2世がテンプル騎士団に国境通過の自由、課税の禁止、教皇以外の君主や司教への服従の義務の免除など多くの特権を付与したことが、その勢力を拡大する契機となった。
テンプル騎士団は1147年の第2回十字軍に際して、フランスのルイ7世を助けて奮闘したため、十字軍の終了後、ルイ7世は騎士団にパリ郊外の広大な土地を寄贈した。ここにテンプル騎士団の西欧における拠点が建設された。この支部は壮麗な居館のまわりに城壁をめぐらした城砦に近いもので、教皇や外国君主がフランスを訪れる際には宿舎となり、王室の財宝や通貨の保管まで任されるようになった。1163年には教皇アレクサンデル3世が自らの選出に際し、尽力したテンプル騎士団に報いる形で回勅 Omne Datum Optium を出して、修道会と財産の聖座による保護、司教からの独立などの特権を賦与した。
テンプル騎士団の騎士たちの強さと勇敢さは伝説的なものであった。特に1177年のモンジザールの戦いでサラーフッディーン率いるイスラーム軍を撃退し、フランスのフィリップ2世やイングランドのリチャード1世（獅子心王）とも共闘した。イベリア半島でも対ムスリム勢力戦に従事して、その勇名を不動のものとした。
しかし、数々の特権を受けて肥大化していく騎士団に対し、地域の司教たちやほかの修道会からの批判の声が聞かれるようになった。それだけでなく、後述するように一切の課税を免除され、自前の艦隊まで有して商業活動や金融活動を行っていた騎士団は、商人や製造業者たちの敵意を受けるようになっていった。

### 財務機関としての発達
軍事組織としての表の顔に加えて持っていたテンプル騎士団のもう一つの顔が、財務機関としてのものであった。第1回の十字軍は参加者自身が資金を集めていたが、全財産を売り払う者もいたために物価下落を招いたという非難があった。このために第2回以降は教会が遠征費の調達をすることになり、テンプル騎士団が資金の管理に関わるようになった。12世紀中頃になると、ヨーロッパで預託した金を、エルサレムでテンプル騎士団から受け取れるようになった。危険がともなう現金輸送よりも便利であり、巡礼者から国王にいたるまで幅広く利用された。もともと入会者たちは、この世の栄華を捨てる証として個人の私有財産を会に寄贈して共有しており、この慣習はほかの修道会でも行われていた。会の活動目的が聖地守護と軍事活動であっても、実際に前線で戦うのは会員の数％にすぎなかった。ほとんどの会員は軍事活動そのものより、それを支援するための兵站および経済的基盤の構築にあたった。巡礼者に対しては、現金を持って移動するリスクを防ぐため、自己宛為替手形（lettre de change）の発行等の銀行機関のようなサービスも行った。また現在で言う預金通帳のような書類（bon de dépôt）もテンプル騎士団の革新的発明だと言われている。
1187年の十字軍の惨敗も、金融業務の拡大に結びついた。軍事力のみでは聖地の回復は困難と判断したテンプル騎士団は、所領経営を開始する。所領は管区とコマンドリーに分かれており、管区はヨーロッパに10から13、西アジアに3があった。管区の下部組織にあたる所領の最小単位がコマンドリーで、修道院・聖堂・農地で形成されており農地の生産物を貨幣化した。金融業務ではイタリア商人との取引が増え、13世紀中頃にはシャンパーニュの大市を期日としていた。このように多くの寄進を集めたことによって12世紀から13世紀にかけてテンプル騎士団は莫大な資産をつくり、それによって欧州から中東にいたる広い地域に多くの土地を保有した。そこに教会と城砦を築き、ブドウ畑や農園を作り、やがて自前の艦隊まで持ち、最盛期にはキプロス島全島すら所有していた。パリにあった支部はフランス王国の非公式な国庫といえるほどの規模になり、たびたびフランス王に対する経済援助を行っている。1146年にはルイ7世の命により王国の国庫は正式にテンプル騎士団に預けられ、この体制はフィリップ4世の統治時代（後述）まで続く事となる。

### 聖地の喪失

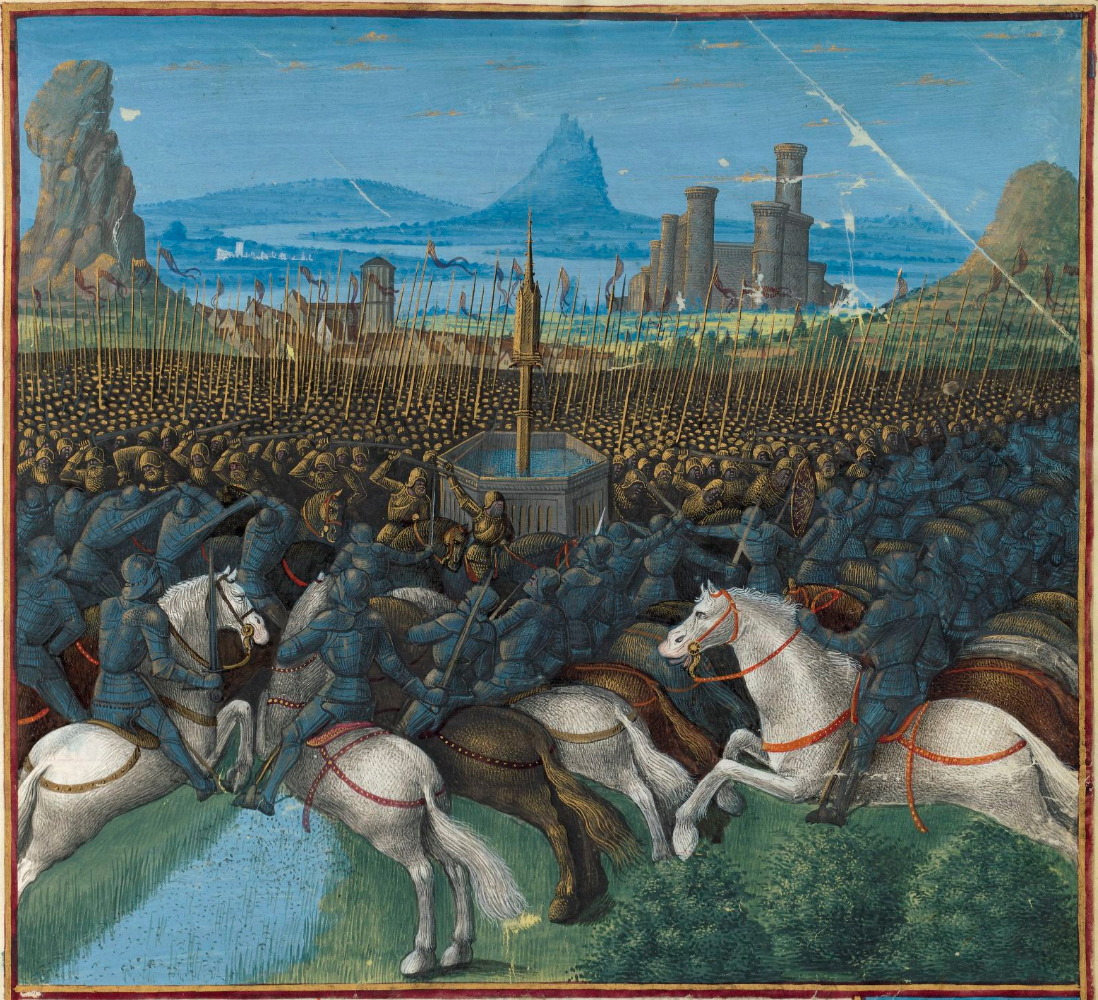
1187年のハッティンの戦い。十字軍は聖地エルサレムを失い、これが転換点となった

テンプル騎士団の経済的な発展とは裏腹に、1187年までに中東情勢は悪化の一途をたどっていた。当時の総長ジェラール・ド・リデフォールは宿敵サラーフッディーンとの数次にわたる戦いに敗北するだけでなく、自らが捕虜となるという致命的な失態を演じた。これは投降よりは死を選ぶという騎士団の勇名に泥を塗ることになった。ジェラールは一度は解放されたが、再び捕虜となって斬首されたため、ヨーロッパでのテンプル騎士団の威信は落ちた。
1291年、レヴァントにおける最後の十字軍国家であったエルサレム王国のアッコンがマムルーク朝スルタンアシュラフ・ハリールにより陥落すると、キリスト勢力は完全に聖地周辺の足がかりを失うことになった。軍事活動がなくなっては存続できない他の騎士団が存亡をかけて新たな目標を見つけていく中で、特権と財産に守られていたテンプル騎士団には危機感がなく、スペインでのムスリム勢力との小競り合いを除けば、ほとんどすべての軍事活動を停止するようになっていた。

### 騎士団の壊滅
テンプル騎士団の破滅は突如として訪れた。13世紀の終わり、中央集権化をすすめていたフランス王フィリップ4世（美男王）は財政面で幾度も騎士団の援助を受けていたにもかかわらず、自らの新しいアイデアに夢中になっていた。それは当時もっとも勢力のあった2つの騎士団、テンプル騎士団と聖ヨハネ騎士団を合併し、自らがその指導者の座について聖地を再征服。その後、自分の子孫にその座を継承していくことで自らの一族が何世代にわたって全ヨーロッパにおよぶ強大な影響力を及ぼす、という夢であった。
しかし、現実にはフランスは慢性的な財政難にあえいでいた。フィリップ4世は腹心のギヨーム・ド・ノガレの献策にしたがって、1296年に教皇庁への献金を禁止し、通貨改鋳をおこなった。さらに1306年にはフランス国内のユダヤ人をいっせいに逮捕、資産を没収した後に追放するという暴挙に出た。こうしてまとまった資産を手にしたフィリップ4世が次に目をつけたのが裕福なテンプル騎士団であった。
上記の説とは別に、当時のフランスはイギリスとの戦争によって多額の債務を抱え、テンプル騎士団が最大の債権者であった。そのため、フィリップ4世は債務の帳消しをはかってテンプル騎士団の壊滅と資産の没収（略奪）を計画したともいわれる。
いずれの動機であれ、まず手始めにフィリップは聖ヨハネ騎士団との合併をテンプル騎士団総長ジャック・ド・モレーに提案したが、これは即座に拒絶された。そこで王はどのようにテンプル騎士団の資産を没収するかを検討したが、そもそも何の罪もない人々を一般的な裁判形式で裁いても有罪の立証に持ち込むことは難しい。そこで、匿名の証言を採用できる「異端審問方式」を用いることで有罪に持ち込もうと考えた。異端審問を行うには教皇庁の認可が必要であるが、当時の教皇はフランス王の意のままに動くフランス人のクレメンス5世であり、何の問題もなかった。こうしてテンプル騎士団を入会儀式における男色（ソドミー）行為、反キリストの誓い、悪魔崇拝といった容疑で起訴することになった。

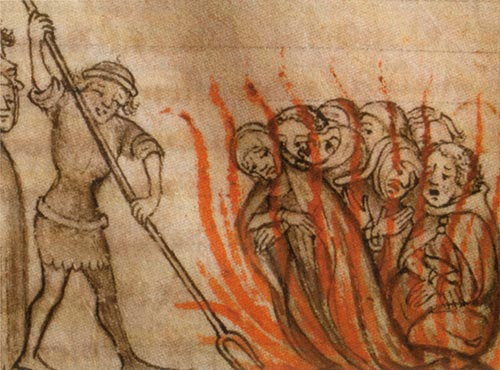
火刑に処される騎士団員

1307年10月13日、フィリップ4世はフランス全土においてテンプル騎士団の会員を何の前触れもなく一斉に逮捕。異端的行為など100以上の不当な罪名をかぶせたうえ、罪を「自白」するまで拷問を行った。異端審問において立ち会った審問官はすべてフランス王の息のかかった高位聖職者たちで、特権を持ったテンプル騎士団に敵意を持つ人ばかりであった。騎士団は異端の汚名を着せられ、資産は聖ヨハネ騎士団へ移すこと、以後の活動を全面的に禁止することが決定された。裁判では、拷問によって自白した内容を覆した場合、求刑された終身刑やより苦痛の少ない処刑を、異端として火あぶりの刑に変更すると脅され、多くの被告は自白を覆さず刑に甘んじた。
さらに1312年、教皇クレメンス5世はフィリップ4世の意をうけて開いたヴィエンヌ公会議で正式にテンプル騎士団の禁止を決定、フランス以外の国においてもテンプル騎士団の禁止を通知したが、効果はなかった。たとえばポルトガルでは国王が逮捕を拒否し、「キリスト騎士団」という名前での存続が認められた。カスティーリャとアラゴンでもテンプル騎士団に対する弾圧は一切行われなかった。ドイツとキプロス島では、裁判までは行われたが証拠不十分で無罪の判決が下された。また、教皇庁と対立していたロバート1世の治めるスコットランドはそもそも教皇の決定など意に介していなかったので、同地でも騎士団は弾圧を免れた。
資産の没収を終えると、フィリップ4世は口封じのために1314年、投獄されていた4人の指導者たちの処刑を指示。ジャック・ド・モレーら最高指導者たちはシテ島の刑場で生きたまま火あぶりにされた。

### 名誉回復
テンプル騎士団については、19世紀に至るまで彼らの異端という汚名は晴らされることがなく、無批判に受け入れられていた。しかし1813年にフランスのレイヌアールが初めてこれに疑義を呈した。最終的に1907年にドイツの歴史学者ハインリヒ・フィンケが「彼らの罪状は事実無根で、フィリップ4世が資産狙いで壊滅させた」ことを明らかにした。
現代のカトリック教会の公式見解では、テンプル騎士団に対する異端の疑いは完全な冤罪であり、裁判はフランス王の意図を含んだ不公正なものであったとしている。また、ヴィエンヌ公会議で教皇がテンプル騎士団の禁止を決定したことも、当時の社会からの批判に流されたものであったと結論づけている。2007年10月12日にローマ教皇庁は、テンプル騎士団の裁判資料である『テンプル騎士団弾劾の過程』（Processus Contra Templarios ）を公開・頒布した 。

## 金融業務・会計
テンプル騎士団は、12世紀から13世紀にかけて国際金融業務を行なった。初期から櫃型の金庫に金を保管し、騎士団による安全管理が信用を呼んで顧客を集めた。預かったものは貨幣以外に宝石、貴重品、証書類もあった。こうしたいわゆる預金業務（depots reguliers）に加え、寄託された資産の運用（ depots irreguliers ）も行うようになり、業務が拡大した。depots irreguliersはフランス王室の財政に取り入れられて役人たちもテンプル騎士団に口座を開設し、イングランドやスペインのテンプル騎士団も口座の管理を行ない、ローマ教皇も法王庁の口座を開設した。高い信用を得た騎士団は、顧客間の契約の保証人となったり、口座振替を利用した定期振込なども行なった。
テンプル騎士団がイタリア商人と行った取引は、イタリア海港都市が内陸に進出するための手段でもあった。ジェノヴァやヴェネツィアなどの都市国家は内陸での組織網は持っていなかったため、ヨーロッパ内陸と西アジアで活動するテンプル騎士団が協力をした。イタリア商人は十字軍への貸付も行い、テンプル騎士団はイタリア商人と十字軍の仲介役となった。イタリアへの支払い期日はシャンパーニュの大市の市日、支払い場所はパリとして十字軍に貸付された。こうして現金移送のリスクを回避し、為替取引の利潤と利子を得ることを意図していた。
現存するテンプル騎士団の会計帳簿は、縦33センチ・横11.5センチの羊皮紙が8枚あり、ラテン語で記帳された現金日記帳である。多種類の帳簿があったとされ、現在確認されているのは11種類ある。(1) 王の帳簿（王への振込）、(2) 大きな帳簿（主要な顧客）、(3) 新しい小さな帳簿（主要顧客に準ずる特定の顧客）、(4) 古い小さな帳簿、(5) 債務者の帳簿（顧客の債権債務）、(6) 兄弟達の大きな帳簿（フランス各地のコマンドリーからパリへの振込記録）、(7) 皮革で覆われた帳簿（コマンドリーへの振込）、(8) 古い帳簿（特定の金融業務）、(9) 兄弟達の小さな帳簿（パリのテンプルへの振込）、(10) 抵当に関する小さな帳簿、(11) 遅れた振込の参照記録である。多数の帳簿が必要とされた理由としては、資産運用（ depots irreguliers ）の状況を多数の顧客に通知する際に効率がよかったためと推測される。各口座の抜粋は年3回作成されて顧客に送られ、帳簿の内容は定期的に監査された。

## テンプル騎士団の伝説

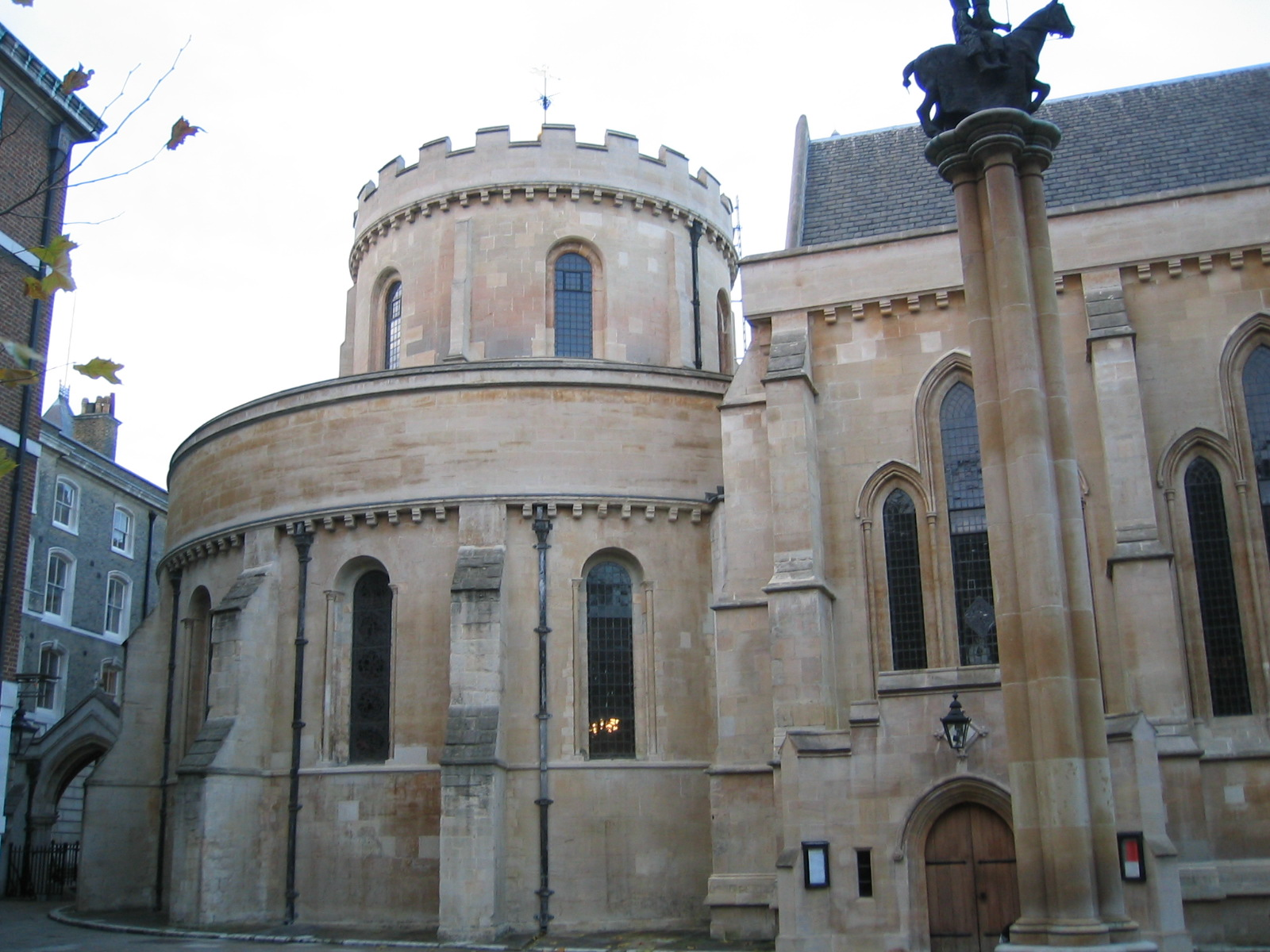
イギリス・ロンドンにあるテンプル教会

テンプル騎士団にまつわる伝説は多い。伝説の多くはテンプル騎士団の最初の本部が置かれたエルサレム神殿とのつながりから生まれたものである。代表的なのが、彼らはエルサレム神殿の跡地から聖杯を、あるいは聖櫃を、あるいはイエスが架けられた十字架を発見したなどというものである。
また、多くの団体が自らの出自をテンプル騎士団と結びつけることで、その神秘性を高めようとしてきた歴史もある。著名なものはフリーメイソンで、彼らは19世紀に入ってから神殿の図が入った紋章を使い始め、自らのルーツをテンプル騎士団と結び付けようとした。代表的な伝説は、騎士団がロバート・ブルース支配下のスコットランドで存続したというもので、ここからスコットランド儀礼のフリーメーソン団やフランスを中心とするジャコバイト系フリーメーソン団、諸々のオカルト系フリーメーソン団が生まれた。現在も『ダ・ヴィンチ・コード』など多くのフィクション作品において、テンプル騎士団の神秘的なイメージは利用されつづけている。

## テンプル騎士団歴代総長（1118年 - 1314年）
| 代数順 | 名前                               | 綴り（fr）              | 在任期間    |
| ------ | ---------------------------------- | ----------------------- | ----------- |
| 1      | ユーグ・ド・パイヤン               | Hughes de Payens        | 1118 - 1136 |
| 2      | ロベール・ド・クラオン             | Robert de Craon         | 1136 - 1146 |
| 3      | エバラール・デ・バレス             | Everard des Barres      | 1146 - 1149 |
| 4      | ベルナール・ド・トレムレ           | Bernard de Tremelay     | 1149 - 1153 |
| 5      | アンドレ・ド・モンバール           | André de Montbard       | 1153 - 1156 |
| 6      | ベルトラン・ド・ブランシュフォール | Bertrand de Blanchefort | 1156 - 1169 |
| 7      | フィリップ・ド・ミリー             | Philippe de Milly       | 1169 - 1171 |
| 8      | オドー・ド・サンタマン             | Odo de St Amand         | 1171 - 1179 |
| 9      | アルノー・ド・トロージュ           | Arnaud de Toroge        | 1179 - 1184 |
| 10     | ジェラール・ド・リドフォール       | Gérard de Ridefort      | 1185 - 1189 |
| 11     | ロベール・ド・サブレ               | Robert de Sablé         | 1191 - 1193 |
| 12     | ジルベール・オラル                 | Gilbert Horal           | 1193 - 1200 |
| 13     | フィリップ・ド・プレシス           | Phillipe de Plessis     | 1201 - 1208 |
| 14     | ギヨーム・ド・シャルトル           | Guillaume de Chartres   | 1209 - 1219 |
| 15     | ペドロ･デ･モンタギュー             | Pedro de Montaigu       | 1219 - 1230 |
| 16     | アルマン・ド・ペリゴール           | Armand de Périgord      | 1232 - 1244 |
| 17     | リシャール・ド・ビュレ             | Richard de Bures        | 1245 - 1247 |
| 18     | ギヨーム・ド・ソナク               | Guillaume de Sonnac     | 1247 - 1250 |
| 19     | ルノー・ド・ヴィシエ               | Renaud de Vichiers      | 1250 - 1256 |
| 20     | トマ・ベラール                     | Thomas Bérard           | 1256 - 1273 |
| 21     | ギヨーム・ド・ボージュー           | Guillaume de Beaujeu    | 1273 - 1291 |
| 22     | ティボー・ゴーダン                 | Thibaud Gaudin          | 1291 - 1292 |
| 23     | ジャック・ド・モレー               | Jacques de Molay        | 1292 - 1314 |

## 騎士団ゆかりの地
- 中東
  - 岩のドームおよび神殿の丘（エルサレム）
  - アッコの城砦跡
  - アトリート城（巡礼城、ハイファ）
  - カラク城（ヨルダン） - 第7代総長フィリップ・ド・ミリーに関連した城塞
  - トルトーザ（シリア、タルトゥース）
  - シャステル・ブラン（シリア、サフィータ）
  - サフェド
- イングランド
  - テンプル教会、ミドルテンプル、インナー・テンプル（ロンドン）
  - テンプルコンブ（サマーセット）
  - ルンディ島（デヴォン）
  - ウェスターデール（北ヨークシャー）
- フランス
  - タンプル塔
- スペイン
  - アラゴンの灌漑設備
  - モンソン城（Castillo de Monzón）
  - ポンフェラーダ城（Castillo de Ponferrada）
  - フレヘナル・デ・シエラ城（Castillo de Fregenal de la Sierra）
- ポルトガル
  - トマールのキリスト教修道院、トマール城（Castelo de Tomar）、サンタ・マリア・ド・オリヴァル教会（トマール）
  - スール城（Castelo de Soure）
- その他
  - キプロス島のコロッシ城
  - ベルリンのテンペルホフ城（ドイツ）

## テンプル騎士団を扱った作品
モデルとしたものも含む。

### 実在のテンプル騎士団を扱った作品
- 『アイヴァンホー』（1820年）- イギリスの小説家ウォルター・スコットによる歴史文学。世間の中世ヨーロッパ騎士道物語への興味を再興したと言われる。主人公ウィルフレッド・オブ・アイヴァンホーのライバルが、テンプル騎士団の一人ブリアン・ド・ギルベール。
- 『バフォメット（英語版）』（1965年） - フランスの小説家ピエール・クロソウスキーによる神学小説。
- 『サラディンの日』（1987年） - 日本の漫画家青池保子による歴史アドベンチャー漫画。小学館。続編に「獅子心王リチャード」（1988年）。後に秋田書店から漫画文庫版と電子書籍版が刊行されている。
- 『フーコーの振り子』（1988年） - イタリアの哲学者ウンベルト・エーコによる小説。
- 『ダ・ヴィンチ・コード』（2003年） - アメリカの小説家ダン・ブラウンによる推理小説。
  - 映画「ダ・ヴィンチ・コード」（2006年） - ダン・ブラウンの原作を映画化。
- 『薔薇の封印』（2003年） - 日本の劇作家小池修一郎によるミュージカル作品。
- 『ナショナル・トレジャー』（2004年） - アメリカの映画監督ジョン・タートルトーブによるアクション映画。
- 『アサシン クリードシリーズ』
- 『テンプル騎士団の遺産』(2007) - スティーブ・ベリーによる作品
- 『死体は血を流さない』(2009) - 純丘曜彰による歴史ミステリ小説。
- 『悪魔は涙を流さない』(2014) - 純丘曜彰による歴史ミステリ小説。

### テンプル騎士団をモデルとした団体が登場する作品
- 『重戦機エルガイム』
- 『ファイブスター物語』
- 『serial experiments lain』
- 『Deus Ex』
- 『勇午』
- 『ドラゴンクエストVIII 空と海と大地と呪われし姫君』
- 『ブラスレイター』
- 『PRISM ARK』
- 『ファイナルファンタジータクティクス』
- 『機動戦士ガンダムSEED』
- 『ヴァン・ヘルシングDarkness Blood』
- 『火線上のハテルマ』
- 『シャーマンキングFLOWERS』

### 未分類
- 『ザ・デンジャラス・マインド』
- 『テンプル騎士団の古文書』
- 『エル・ゾンビ』（en:Tombs of the Blind Dead）シリーズ - スペインのホラー映画。